# غلوريا أوجارت
غلوريا أوجارت (بالإسبانية: Gloria Ugarte)‏ هي ممثلة أرجنتينية، ولدت في 1925 ببوينس آيرس في الأرجنتين، وتوفيت بنفس المكان في 1995.

## وصلات خارجية
- غلوريا أوجارت على موقع IMDb (الإنجليزية)
- غلوريا أوجارت على موقع قاعدة بيانات الفيلم (الإنجليزية)
- غلوريا أوجارت على موقع كينوبويسك (الروسية)